# Surface (serie de televisión)
Surface es una serie de televisión estadounidense de ciencia ficción creada por la NBC. Consta de una temporada de 15 episodios de 42 minutos y fue creada por Jonas y Josh Pate. 
Lake Bell, Jay R.Ferguson y Carter Jenkins son los protagonistas principales de la serie. Se emitió entre el 19 de septiembre del 2005 y el 6 de febrero del 2006. El 15 de mayo del 2006 la NBC anunció su cancelación.

## Argumento
En los océanos del mundo, enormes y poderosas criaturas (lagartos gigantes) aparecen de pronto de la nada y están causando desastres sin que la gente pueda saber de su existencia, porque sale de ellas una electricidad que destruye los aparatos electrónicos de su alrededor.  
La joven bióloga marina Dra. Laura Daughtery se encuentra con estas criaturas durante una inmersión submarina. En su posterior investigación sobre ellas determina que las criaturas causarán un daño significativo al equilibrio biológico y climático del mundo en el futuro por no tener enemigos naturales, cavar hoyos en la profundidad del océano en búsqueda de calor y también por producir en su propio cuerpo una inmensa cantidad de bioelectricidad. Al mismo tiempo, en el Golfo de México, Rich Connelly y su hermano están buceando en el océano y tienen un encuentro con una de las criaturas. Poco después, el hermano de Rich es arrastrado por esta criatura ante los ojos de Rich.  
Cuando más tarde una de esas criaturas aparece muerta en una playa, la existencia de ella es encubierta por el gobierno. Rich y Laura se conocen en este momento y asumen que el gobierno tiene algo que ver con las criaturas y se unen por ello para poder probar su existencia, lo que les pone en una situación peligrosa, porque luego les persiguen y están dispuestos incluso a matarlos por ello. Durante sus investigaciones descubren, que las criaturas fueron construidas con la ayuda de la ingeniería genética por un hombre muy poderoso, muy misterioso y muy influyente dentro del gobierno llamado Alfred Kessler por razones misteriosas y que él también estaba detrás del encubrimiento y de los intentos de matar a ambos.  
En una noche oscura en Wilmington Miles Barnett y su amigo Phil Nance encuentran en la costa huevos, de los cuales Miles se lleva una a su casa y la arroja al acuario que tienen. Unos días más tarde, un "pequeño lagarto" se desliza fuera de él, que Miles llama Nimrod o Nim. Miles desarrolla una conexión profunda con Nim y trata de mantener en secreto su existencia, pero no tiene éxito por mucho tiempo y tiene que cometer delitos menores para protegerlo. Por ello debe luego realizar servicio comunitario en un acuario durante los siguientes 6 meses, donde se enamora de Caitlin, a quien él conoció allí, mientras que aparece una manada de esos lagartos pequeños, que salieron de esos huevos y que se convierten en un grave problema para el lugar, ya que atacan a la gente y no pueden matarse.
En el último episodio Miles y Caitlin conocen finalmente a Laura y a Rich, cuando las criaturas mayores, al cavar hoyos, causan un desastre geológico a muy gran escala, que provoca un tsunami que arrasa Puerto Rico y luego la costa del sur de los Estados Unidos, incluido Wilmington. Allí se fueron Laura y Rich en ese momento al descubrir, que una empresa allí controlada por Kessler estaba involucrada en todo, cuando el tsunami les sorprende a todos y causa, que, por casualidad, conozcan allí a Miles, a Caitlin y a Nimrod, que estaba en ese momento con ambos, durante su huida de él. Juntos consiguen salvarse del tsunami, pero tienen que darse cuenta de que el mundo ha cambiado para siempre. Hasta entonces las historias de los protagonistas en esta serie son contadas de forma alternativa y paralela.

## Reparto
- Lake Bell - Dra. Laura Daughtery
- Jay R. Ferguson - Richard "Rich" Connelly
- Carter Jenkins - Miles Barnett
- Leighton Meester - Savannah Barnett
- Ian Anthony Dale - Davis Lee
- Eddie Hassell - Phil Nance
- Lindsey Godfrey - Caitlin Blum
- Ric Reitz - Ron Barnett
- Louanne Cooper - Sylvia Barnett
- Kelly Collins Lintz - Tracy Connelly
- Rade Šerbedžija - Doctor Aleksander Cirko
- Stephen Michael Ayers - Dr. Paul Blum

## Episodios
La serie consta de 15 capítulos en una temporada.
| Nro. | Título                                                                                        | Fecha de estreno          |
| --- | --------------------------------------------------------------------------------------------- | ------------------------- |
| 1 | «Primeros contactos (There's Something Strange Going on in the World's Oceans)»               | 19 de septiembre del 2005 |
| Dra. Laura Daughtery, una bióloga marina que explora el océano con un submarino, descubre un nuevo vertebrado de gigantesco tamaño, que cava hoyos, pero el gobierno lo encubre. Richard Connelly ve impotentemente en el agua como uno de esos vertebrados arrastra y mata a su hermano. En Wilmington Miles Barnett, un chico joven, descubre en la costa huevos desconocidos y se lleva uno de ellos para ponerlo en casa en un acuario. Un animal nace de él, que se come todos los peces en el acuario y se va luego de él. Por todo el mundo hay desastres causados por las nuevas criaturas.                                                                         |                                                                                               |                           |
| 2 | «Nimrod (The mystery of the ocean is now on land)»                                            | 26 de septiembre del 2005 |
| Miles llama al animal, que nació del huevo y que resulta ser amphibio, Nimrod bajo el consejo de su mejor amigo Phil y lo esconde de sus padres con su ayuda. Su hermana Savannah hace una fiesta sin permiso de sus padres en su ausencia, donde la criatura aparece y asusta a los presentes. Laura y Rich se enteran de un cadáver misterioso, que aparece en la costa en la Isla Sullivan y se van allí. Allí se encuentran ambos. El ejército encubre el acontecimiento y ambos se juntan para probar la existencia de esa nueva especie y acabar con el encubrimiento.                                                                                                |                                                                                               |                           |
| 3 | «Desde tiempo inmemorial (Things are heating up under the ocean)»                             | 3 de octubre del 2005     |
| El científico Aleksander Cirko, que encubrió lo que Laura descubrió en el submarino, investiga por orden del gobierno estas criaturas y explica sus teorías a Davis Lee, el máximo responsable del encubrimiento. También descubre que la especie vive en lugares muy calientes. Laura pierde su trabajo por sus pesquisas y tiene que enfrentarse a falsas acusaciones orquestadas por los encubridores, pero no se rinde y quiere continuar. Rich, obsesionado por lo ocurrido empieza a distanciarse de su familia. Miles obliga a su hermana a no mencionar a la criatura a sus padres y cría al animal, que es una versión joven de la nueva especie.                  |                                                                                               |                           |
| 4 | «La Prueba (It is time to track these unidentified species)»                                  | 10 de octubre del 2005    |
| Dr. Cirko descubre, que las criaturas son homnívoras y peligrosas, ya que afectan a la ecología del planeta y no tiene enemigos. Por ello quiere alertar al Ministerio de Defensa para que le den los recursos necesarios para investigarlas y evaluar su peligrosidad. Laura convence a su amigo Jackson a que le ayude a marcar una de esas criaturas y lo consigue. Rich quiere averiguar exactamente qué ocurrió con su hermano. Nimrod mata un perro en presencia de otros y Miles ya no puede esconder su animal ante los demás. |                                                                                               |                           |
| 5 | «Acecho (Who turned out the lights)»                                                          | 17 de octubre del 2005    |
| Un cazaanimales busca a Nimrod a causa de lo ocurrido al perro y organiza para ello una gran búsqueda, mientras que Miles hace todo lo posible para esconderlo. Laura y Rich tratan de conseguir juntos la prueba de la existencia de esta nueva especie, pero el animal emite un impulso eléctrico que destruye la grabación que hicieron de ella. Dr. Cirko, impresionado por la labor de Laura, que ha podido marcar la criatura con tan pocos recursos, quiere convertirla en miembro de su equipo. |                                                                                               |                           |
| 6 | «La Verdad Prohibida (Another one bites the dust)»                                            | 24 de octubre del 2005    |
| Dr. Cirko descubre el origen de la especie al analizar su ADN e informa a Davis Lee al respecto. Antes de poder contarlo a otros, Cirko es asesinado por Davis Lee y sus secuaces. Su asistente también es asesinado, pero antes de morir consigue esconder los datos del doctor e informar a Laura donde están. Laura y Rich consiguen recoger los datos, pero tienen que huir de Davis Lee. El cazaanimales es herido gravemente por Nimrod, que le da un choc eléctrico, cuando lo encuentra y trata de matarlo. |                                                                                               |                           |
| 7 | «La Isla (On the run)»                                                                        | 7 de noviembre del 2005   |
| Laura y Rich siguen siendo perseguidos por Davis Lee y Laura pide ayuda a Jackson y él se la da. Davis Lee informa a su superior, que le dice que la muerte de Cirko era inevitable para mantener el secreto de la especie, que él había descubierto. Miles continúa protegiendo a Nimrod y comete delitos menores para ello. Tiene que huir por ello de la policía y de casa y decide llevarlo al océano y dejarlo allí en libertad para salvarlo teniendo la policía en los talones. Una vez en la costa, Nimrod deja a Miles bajo su insistencia. Después Miles es arrestado.                                                                                            |                                                                                               |                           |
| 8 | «De aguas profundas (Submersible Setback)»                                                    | 14 de noviembre del 2005  |
| Laura, Rich y Jackson construyen un submarino para conseguir la prueba de la existencia de las criaturas una vez que pueden averiguar con ayuda de los datos de Cirko donde van a estar en un futuro muy cercano y lo ponen en funcionamiento, pero pierden luego el contacto con Jackson, que se quedó en la superficie para monitorearlo desde allí. Miles es condenado a trabajos comunitarios por lo que hizo. Más tarde su padre se encarga de que trabaje en el instituto oceanográfico cuando se da cuenta cuanto apreciaba al animal a través de su hermana. Allí va a asistir al Dr. Blum.                                                                         |                                                                                               |                           |
| 9 | «Atrapado (Race against time)»                                                                | 21 de noviembre del 2005  |
| Laura y Rich consiguen encontrar a las criaturas en un agujero y Rich comprende, que su hermano fue arrastrado allí después de morir. Allí ven como están poniendo miles de huevos y reconocen la explosión demográfica que habrá al respecto al tener estas criaturas ningún enemigo natural. Lee descubre su escondite y deduce su paradero. Miles se entera en su trabajo de la muerte de un pescador y de acontecimientos anómalos en el océano en Wilmington. Descubre que el causante es una manada de esas criaturas que debieron haber nacido de los huevos que encontró en la costa y es mordido por una de ellas, cuando encuentra la manada.                     |                                                                                               |                           |
| 10 | «Revelaciones (Laura and Rich return from plunge to the ocean floor - with no boat in sight)» | 28 de noviembre del 2005  |
| Laura y Rich consiguen llegar a la superficie a duras penas y tienen que sobrevivir allí, mientras que Lee intenta evitar que sean salvados. Nimrod regresa a Miles por sentirse seguro en su presencia. A causa de los mordiscos Miles se enferma más tarde gravemente en la escuela y debe ir por ello luego al hospital, donde entra en coma. Su hermana trata de salvarlo trayendo a Nimrod al hospital y Nimrod consigue curar a Miles lamiéndole las heridas antes de ser matado por el personal del hospital, porque lo consideran una amenaza. |                                                                                               |                           |
| 11 | «Luz y Sombra (The story's out)»                                                              | 2 de enero del 2006       |
| Laura y Rich son finalmente salvados y llevados al hospital a pesar de los esfuerzos de Davis Lee para evitarlo. De allí se encargan, que la grabación que consiguieron de las criaturas es publicado tanto por internet como por televisión. También descubren que Jackson ha deaparecido. Nimrod (o Nim) es llevado al Instituto Oceanográfico, donde revive y es estudiado por científicos bajo la dirección del Dr. Blum. Miles conoce en el Instituto a Caitlin, una chica de su edad, que resulta ser la hija del Dr. Blum. Miles también descubre que, desde que Nimrod le curó, está cambiando fisiológicamente.                                                    |                                                                                               |                           |
| 12 | «De transmisión (Fugitives on the run)»                                                       | 9 de enero del 2006       |
| Caitlin y Miles se conocen y aprecian cada vez mejor y van juntos una noche a una fiesta. Allí desaparecen dos amigos de Caitlin en el agua, que aparecen muertos. Miles deduce, que la manada los mató. Laura y Rich, que siguen siendo perseguidos por Davis Lee, que ha podido a través de desinformación desacreditar parcialmente lo publicado, son contactados por una persona misteriosa, que les revela que las criaturas han sido creadas a través de la ingeniería genética por una empresa, que manipula al gobierno para que no se entere, que las criaturas son aún mas peligrosas de lo que creen. También les da la posibilidad de investigar al respecto.   |                                                                                               |                           |
| 13 | «En el camino de la creación (Experiment gone awry)»                                          | 23 de enero del 2006      |
| Los habitantes de Wilmington se enteran de las criaturas y deciden acabar con ellas. Para ello utilizan a Nim para tratar de atraer a las criaturas hacia ellos y matarlos, pero son derrotados, porque son inmunes a las balas. Miles, que ha recibido parte de las habilidades de las criaturas , consigue salvar con ellas a los supervivientes llevando a las criaturas otra vez al océano. Laura y Rich investigan a la empresa y descubren que un hombre llamado Alfred Kessler está detrás de todo y que estaba adelantado en la ingeniería genética a todos los demás por una generación. También descubren que Lee, que trabaja para él, es un clon creado por él. |                                                                                               |                           |
| 14 | «Alerta en la costa (Fears are rising)»                                                       | 30 de enero del 2006      |
| Tres de los habitantes murieron en la batalla perdida contra las criaturas y la ciudad está por ello tensa. Los habitantes, temerosos de Miles por haberse vuelto diferente y parecido a las criaturas, tratan de lincharlo. Las criaturas mayores, al cavar hoyos en búsqueda de calor en la placa del Caribe, causan allí un terremoto, que causa un tsunami, que arrasa Puerto Rico. La alerta desatada por ello impide que el intento de linchamiento hacia Miles continúe. Laura y Rich descubren, que la empresa creó y envió las criaturas al océano a propósito y que la empresa está creando una especie de Arca de Noé en Wilmington.                             |                                                                                               |                           |
| 15 | «Cuenta atrás (Who will be left behind?)»                                                     | 6 de febrero del 2006     |
| El tsunami se acerca a Wilmington después de haber arrasado Puerto Rico y es por ello evacuada. Las criaturas adultas se ven ahora en Puerto Rico. Laura y Rich consiguen huir del lugar del Arca de Noé, que ha sido evacuado hacia la fosa de las Marianas. Miles vuelve a Wilmington para salvar a Caitlin, que se ha quedado atrás. Con ayuda de Nim la encuentra. Laura, Rich, Miles, Caitlin y Nim se encuentran luego huyendo del tsunami y se esconden en el campanario de una iglesia para poder salvarse de el. Wilmington es inundado por el tsunami. Después, mirando el lugar inundado, se dan cuenta de que las criaturas han cambiado el mundo para siempre. |                                                                                               |                           |

## Recepción
La producción de la serie, que también tiene imágenes espectaculares de los fondos de los océanos, tuvo una media de 10 millones de espectadores durante su emisión en la NBC, cuando se estrenó. Aun así fue un éxito moderado y, debido a los muy altos costos de producción de la primera temporada, la NBC decidió cancelar la serie a pesar de los intentos de conseguir una segunda temporada. 
Sin embargo cabe destacar, que en noviembre de 2008, se informó, que la emisora alemana ProSieben había ofrecido en el 2006 a la NBC la posibilidad de continuar produciendo la serie después de su final temporal, ya que el éxito de la serie en Alemania fue muy grande. ProSieben tenía intención de hacer dos largometrajes de 90 minutos que continuarían la serie y que serían cofinanciados por ella. Sin embargo no fue posible, porque ya habían desmontado el lugar de la producción de la serie.